# 年糕

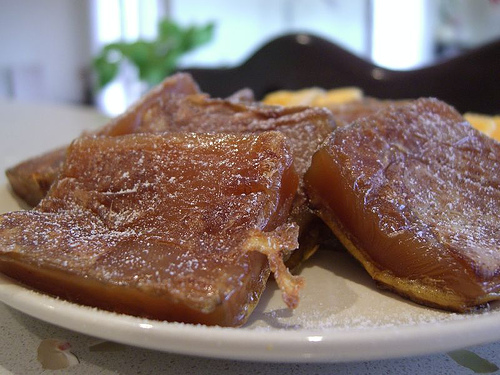
広東省の焼餅

年糕（ねんこう、中国語北京語：ニェンガオ、拼音：Niángāo）とは、中国の旧正月（春節）に食べられる餅である。中国語で、一年成長したという意味の「年高」と読みが同じであるため、縁起物とされる。
除夜に神霊や先祖に祀られ、その後春節で食される。この習慣は、紀元前の周の時代から始まったとされる。

## バリエーション
餅は通常もち米粉から作られるが、地域によって様々なバリエーションがある。

## 中国年糕
北方年糕
江南年糕
湖南年糕
糍粑とも呼ばれる。
蜑家年糕
九層糕とも呼ばれる、ゴマ、ピーナッツ、豚肉、鶏肉、五香粉などを加え、味の違う9層の餅を作る。
福建年糕
廣東年糕
もち米、石蜜、ピーナッツオイルを混ぜて蒸したもの。スライスした物を焼いて柔らかくして食す。卵と共に炒める調理もある。
香港年糕

## 朝鮮半島
トックという餅が食べられる。